# Пуцњава у Северном Холивуду
Пуцњава у Северном Холивуду (енгл. North Hollywood shootout) био је оружани сукоб између двојице тешко наоружаних и оклопљених пљачкаша банака и припадника Полицијске управе Лос Анђелеса у Северном Холивуду, дистрикту Лос Анђелеса, 28. фебруара 1997. У унакрсној паљби, у којој је испаљено 1.750 комада муниције обојица пљачкаша су убијени, једанаесторо полицијаца и цивила је рањено, а мноштво возила и друге имовине је или оштећено или уништено. 
У 9 часова и 17 минута Лари Филипс Млађи и Емил Матасареану упали су у филијалу Америчке банке у Северном Холивуду и опљачкали је. Док су напуштали банку, наишла је полицаја управе Лос Анђелеса те је уследила пуцњава. Обојица пљачкаша покушали су да побегну полицији. Матасареану је управљао возилом предвиђеном за бег, а Филипс га је покривао пешице. Пуцњава се пренела на стамбену четврт у суседству банке и трајала је док Филипс није смртно рањен, а Матасареану убијен три улице даље. Верује се да су Филипс и Матасареану опљачкали најмање још две банке на готово идентичан начин, а сумњиче се и за пљачку оклопних возила. 
Стандардно наоружање патролне полиције у то време састојало се од пиштоља калибра од 9 мм и револвера „тридесетосмице“. Нека патролна кола носила су сачмарице. Филипс и Матасареану су били наоружани илегално модификованим аутоматским пушкама. Носили су тешке панцире углавном ручне израде који су их штитили од ватре из ручног оружја и сачмарица. Специјална полиција која је на крају стигла располагала је довољном ватреном моћи, а ради евакуације рањених конфисковала је оклопни камион. Неколико полицајаца је код оближњег продавца оружја конфисковало полуатоматске пушке. Инцидент је изазвао дебату о потреби унапређења ватрене моћи патролних полицијаца ради превенције оваквих ситуација у будућности.
Због великог броја рањених, испаљених метака, кориштеног оружја и свог укупног трајања, пуцњава у Северном Холивуду сматра се једним од најдужих и најкрвавијих оружаних сукоба у историји америчке полиције. Пљачкаши су испалили око 1.100 метака, а полицајци око 650.